# Bourguébus
Bourguébus ist eine französische Gemeinde mit 2.561 Einwohnern (Stand: 1. Januar 2022) im Département Calvados in der Region Normandie. Sie gehört zum Arrondissement Caen und zum Kanton Évrecy. Die Einwohner werden als Bourguébusien oder Bourguébois bezeichnet.

## Geografie
Bourguébus liegt etwa neun Kilometer südöstlich von Caen. Umgeben wird die Gemeinde von: 
- Soliers im Norden,
- Frénouville im Nordosten,
- Bellengreville im Osten,
- Conteville im Südosten,
- Le Castelet mit Garcelles-Secqueville im Süden,
- Castine-en-Plaine mit Tilly-la-Campagne im Südwesten und Hubert-Folie im Nordwesten,
- Saint-Martin-de-Fontenay.

## Geschichte
Im Zweiten Weltkrieg wurde Bourguébus am 20. Juli 1944 von der deutschen Besatzung befreit.

## Bevölkerungsentwicklung
| Jahr                             | 1793 | 1836 | 1876 | 1926 | 1946 | 1968 | 1990 | 2008 |
| Einwohner                        | 315  | 318  | 233  | 216  | 173  | 342  | 663  | 1384 |
| Quelle: Cassini, EHESS und INSEE |      |      |      |      |      |      |      |      |

## Sehenswürdigkeiten
- Überreste der 1944 zerstörten Kirche Saint-Vigor aus dem 14. Jahrhundert sowie deren gleichnamige Rekonstruktion